# 片山学園初等科
片山学園初等科（かたやまがくえんしょとうか）は富山県射水市にある私立小学校。

## 概要
射水市役所小杉庁舎（旧・小杉町役場）跡地約14,500m2に鉄筋3階建て（一部4階建て）の校舎と体育館を建設し、富山県内最初の私立小学校として2019年4月6日に開校した。『グローバル人材の育成』を掲げ、1年生から英語の授業を毎日1時限設け、卒業までに高校レベルの英語能力の習得を目指すほか、片山学園中学校・高等学校と連携し、小中高を通した12年間の一体的な教育を行うとしている。
2014年12月8日に計画が発表された際は、2018年に開校を目指しとしていた。2016年12月には設置計画書を県に提出し、2017年5月に承認されたものの、旧小杉庁舎の解体工事が遅れたことから、同年8月16日に開校を1年遅らせることが明らかになった。また、『小杉地域の交流拠点を考える会』による立地に向けた活動の差し止めを求める住民訴訟も発生していた。
当初は富山市立八人町小学校跡地に建設する予定であったが、統廃合後の小学校跡地に再び小学校を建設することを配慮し、現在地での建設に変更となった。

## 周辺
- 射水市中央図書館（同校のすぐ南に隣接）
- 歌の森運動公園（同校のすぐ東に隣接）
- アイザック小杉文化ホール ラポール（同校から道路を挟んで北に隣接）
- 富山県立大学